# Periphoba albata
Periphoba albata is een vlinder uit de familie nachtpauwogen (Saturniidae). De wetenschappelijke naam van de soort is, als Dirphia albata, voor het eerst geldig gepubliceerd in 1930 door Max Wilhelm Karl Draudt.